# La Escala Humana
La Escala Humana es una obra de teatro escrita por Javier Daulte, Rafael Spregelburd y Alejandro Tantanian.

## Argumento
Casi sin proponérselo, una madre de familia se convierte en asesina serial. Un crimen casual que conduce a otro, y luego tal vez a muchos más. La repetición es – y más si se trata de matar - grave, pero es la única forma humana de ordenamiento que más o menos se conoce. Y tranquiliza.
Un plan, también casual, para no tener que pagar por esos crímenes. Un plan que, salvo por algunos detalles en menor escala, funcionará a la perfección. El peligro se cierne sobre todos. Y el peligro es que las cosas poco importantes nunca se presentan como lo que son: pavadas.
Muy por el contrario, las cosas poco importantes ocupan todo el tiempo el lugar de las cosas muy importantes, y hay que estar muy despierto para poder distinguir unas de otras.

## Personajes
- Mini: La madre.
- Norberto: El policía.
- Leandro: Hijo mayor de Mini.
- Silvi: Hija de Mini, hermana de Leandro.
- Nene: Hijo menor de Mini, medio hermano de Leandro y Silvi.